# Henriette Youanga
Henriette Youanga (sinh ngày 1 tháng 1 năm 1958) là một cung thủ đến từ Cộng hòa Trung Phi. Bà đại diện cho Cộng hòa Trung Phi trong môn bắn cung tại Thế vận hội Mùa hè 2000 ở Sydney, Úc.

## Thế vận hội
Youanga kết thúc thứ 63 trên 64 trong vòng xếp hạng. Cô thua 166-126 trước hạt giống thứ hai Natalia Valeeva ở vòng 64.